# Félix Herbet
Pour les articles homonymes, voir Herbet (homonymie).
Félix Herbet, né le 28 septembre 1847 à Amiens et mort le 1er novembre 1917 à Paris, est un avocat, homme politique et historien français, spécialiste de l'histoire de Fontainebleau et de sa région.

## Biographie
Félix Herbet naît le 28 septembre 1847, à Amiens. Après des études à l'École des chartes puis en droit, il obtient son diplôme de la première avec une thèse sur le Roman de Mélusine. En 1874, il est docteur en droit avec deux études : De l'exécution sur les objets particuliers en droit romain et Des effets des saisies en droit français. Secrétaire de la conférence des avocats à la Cour d'appel (1875), il remporte le prix Liouville et travaille comme secrétaire de Léon Cléry, dont il fera l'éloge funèbre en 1905,. 
Passionné par la région de Fontainebleau, il publie de nombreux articles dans les Annales de la Société historique et archéologique du Gâtinais sur les artistes, les graveurs de l’École de Fontainebleau, la ville, le château , etc. Il publie aussi dans Le Bas-Berry, le Bulletin de la Société de l'Histoire de Paris, le Bibliographe moderne ou encore le Bulletin de la Société historique du VIe arrondissement de Paris qu'il fonde en 1898. 
Il constitue deux importantes collections, l'une juridique, l'autre artistique, à Barbizon. En 1929, son fils lègue à la BN une soixantaine de dessins du XVIe siècle et un ensemble d'estampes de l’école de Fontainebleau dont trois recueils vraisemblablement établi par Alexandre-Pierre-François Robert-Dumesnil issus de la collection Destailleur,. 
Il est maire du VIe arrondissement de Paris de juin 1894 à sa mort.

## Œuvres
- 1896-1902 : Graveurs de l'école de Fontainebleau, 5 vol
- 1895 : Les Travaux de Philibert Delorme à Fontainebleau
- 1897 : Les Anciennes enseignes de Fontainebleau
- 1897 : Les Contrats d'apprentissage à Fontainebleau au XVIIe siècle
- 1903 : Dictionnaire Historique et Artistique de la Forêt de Fontainebleau, Maurice Bourges imprimeur (pré-publication dans L'Abeille de Fontainebleau en 1902-1903) (Lire en ligne)
- 1912 : L'Ancien Fontainebleau, histoire de la ville
- 1914 : Le Cabinet de l'abdication à Fontainebleau

## Hommage

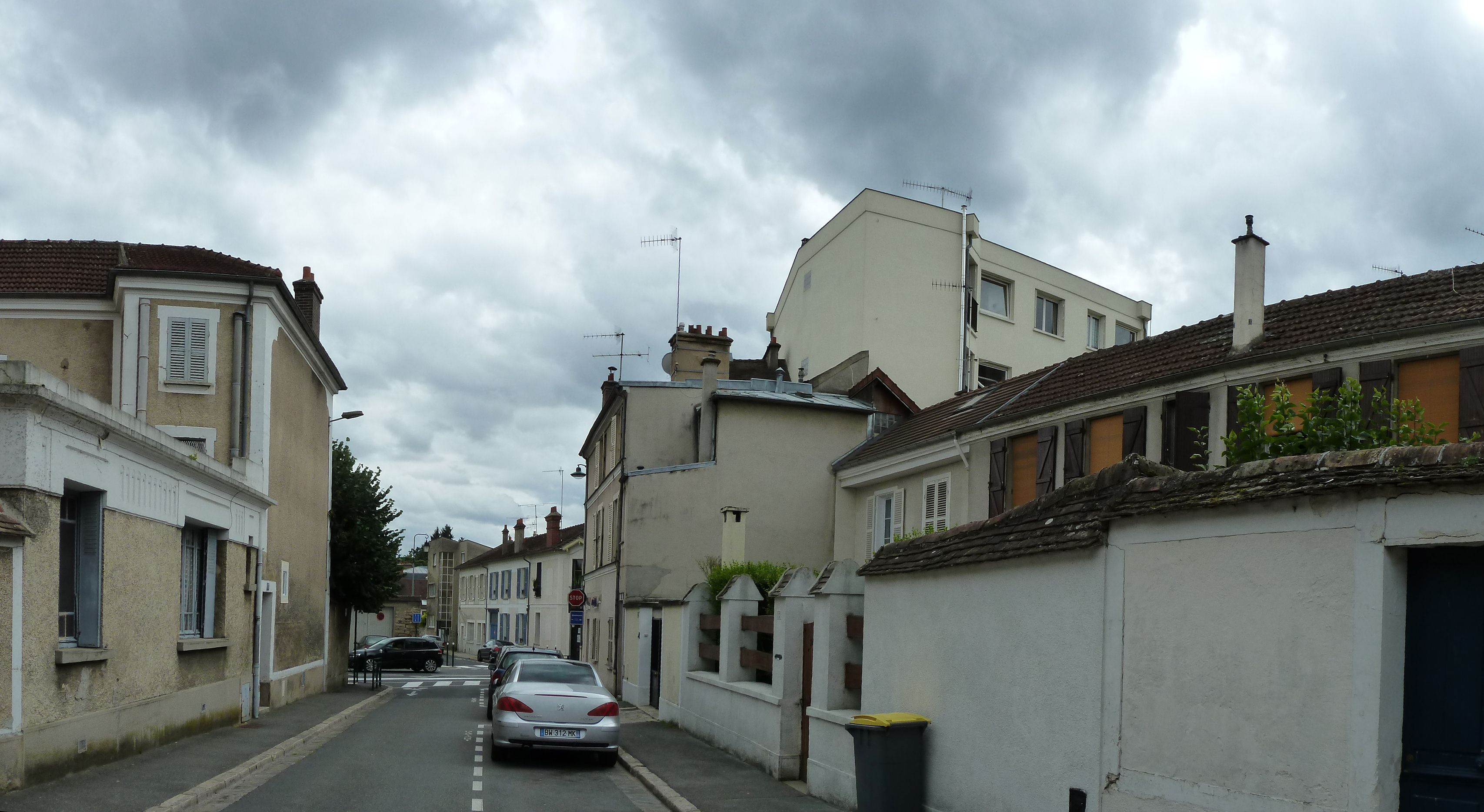
Rue Félix-Herbet, à Fontainebleau.

Une rue à Fontainebleau porte son nom.